# Bialgebra
In matematica, una bialgebra su un campo K è uno spazio vettoriale su K che è sia un'algebra associativa unitaria che una coalgebra associativa comunitaria.

## Struttura algebrica
Le strutture algebriche e coalgebriche sono rese compatibili con alcuni altri assiomi. Nello specifico, la moltiplicazione e la comunità sono entrambi omomorfismi dell'algebra unitaria o, equivalentemente, la moltiplicazione e l'unità dell'algebra sono entrambe morfismi della coalgebra. Queste affermazioni sono equivalenti poiché espresse dagli stessi diagrammi commutativi.

## Legami della Bialgebra
Bialgebre simili sono legate da omomorfismi bialgebri. Un omomorfismo bialgebra è una mappa lineare che è sia un omomorfismo algebra che coalgebra.
Come riflesso nella simmetria dei diagrammi commutativi, la definizione di bialgebra è auto-duale , quindi se si può definire un duale di B (che è sempre possibile se B è di dimensione finita), allora è automaticamente una bialgebra.

## Esempi di bialgebra
Un esempio di bialgebra è l'insieme di funzioni da un gruppo finito G (o più in generale, qualsiasi monoide finito) {\displaystyle a{\displaystyle \mathbb {R} }}, che possiamo rappresentare come uno spazio vettoriale {\displaystyle {\displaystyle \mathbb {R} ^{G}}} costituito da combinazioni lineari di vettori base standard {\displaystyle e_{g}} per ogni g∈G, che può rappresentare una distribuzione di probabilità su G nel caso di vettori i cui coefficienti sono tutti non negativi e sommano a 1. Un esempio di opportuni operatori e counità di comoltiplicazione che producono una coalgebra unitaria
{\displaystyle {\displaystyle \Delta (\mathbf {e} _{g})=\mathbf {e} _{g}\otimes \mathbf {e} _{g}\,}}
che rappresenta la creazione di una copia di una variabile casuale che estendiamo a al {\displaystyle {\displaystyle \mathbb {R} ^{G}}} per linearità e: 
{\displaystyle {\displaystyle \varepsilon (\mathbf {e} _{g})=1\,}}
che rappresenta il "tracciare" una variabile casuale  cioè dimenticare il valore di una variabile casuale rappresentata da un singolo fattore tensore per ottenere una distribuzione marginale sulle restanti variabili.
Data l'interpretazione di (Δ,ε) in termini di distribuzioni di probabilità come sopra, le condizioni di consistenza bialgebra equivalgono a vincoli su (∇,η) come segue:
- η è un operatore che prepara una distribuzione di probabilità normalizzata indipendente da tutte le altre variabili casuali;
- Il prodotto ∇ associa una distribuzione di probabilità su due variabili a una distribuzione di probabilità su una variabile;
- Copiare una variabile casuale nella distribuzione data da η equivale ad avere due variabili casuali indipendenti nella distribuzione η;
- Prendere il prodotto di due variabili casuali e preparare una copia della variabile casuale risultante ha la stessa distribuzione che preparare copie di ciascuna variabile casuale indipendentemente l'una dall'altra e moltiplicarle insieme a coppie.

Una coppia (∇,η) che soddisfa questi vincoli è l'operatore di convoluzione
{\displaystyle {\displaystyle \nabla {\bigl (}\mathbf {e} _{g}\otimes \mathbf {e} _{h}{\bigr )}=\mathbf {e} _{gh}\,}}
nuovamente esteso a tutti per linearità; questo produce una distribuzione di probabilità normalizzata da una distribuzione su due variabili casuali, e ha come unità la distribuzione delta;
{\displaystyle {\displaystyle \eta =\mathbf {e} _{i}\;}}
dove i∈G denota l'elemento identitario del gruppo G.

### Altri esempi di bialgebra
Un altro esempio di bialgebre includono l'algebra tensore, che può essere trasformata in una bialgebra aggiungendo la comoltiplicazione e la comunità appropriate; questi sono elaborati in dettaglio in quell'articolo.
Le bialgebre possono spesso essere estese alle algebre di Hopf, se si riesce a trovare un antipodo appropriato; quindi, tutte le algebre di Hopf sono esempi di bialgebre. 
Strutture simili con diversa compatibilità tra prodotto e comoltiplicazione, o diversi tipi di moltiplicazione e comoltiplicazione, includono le bialgebra di Lie e le algebre di Frobenius.

## Generalità
Le bialgebre e le coalgebre possono essere visualizzate in qualsiasi categoria monoidale. Per condizioni di compatibilità, però, è necessario che il prodotto tensoriale di una (co-)algebra sia anche una (co-)algebra in modo naturale; ciò richiede l'esistenza di una treccia.